# Takayuki Nishigaya
Takayuki Nishigaya (jap. 西ヶ谷 隆之 Nishigaya Takayuki; ur. 12 maja 1973) – japoński piłkarz występujący na pozycji obrońcy.

## Kariera klubowa
Od 1996 do 2001 roku występował w klubach Nagoya Grampus Eight, Avispa Fukuoka, Verdy Kawasaki, JEF United Ichihara i Albirex Niigata.